# Matti Aura
Matti Ilmari Aura (ur. 18 czerwca 1943 w Helsinkach, zm. 16 lutego 2011 w Espoo) – fiński polityk, prawnik i działacz gospodarczy, deputowany, w latach 1997–1999 minister transportu.

## Życiorys
Syn Teuva Aury, polityka i bankowca. W 1967 ukończył studia prawnicze. Pracował m.in. w federacji przemysłu Suomen Teollisuusliitto. W latach 1972–1985 był dyrektorem zarządzającym komitetu do spraw handlu (Kaupan Keskusvaliokunta), a w latach 1986–1997 dyrektorem zarządzającym fińskiej izby handlowej (Keskuskauppakamari). Od 1989 kierował także centrum biznesowym World Trade Center Helsinki.
Działał w Partii Koalicji Narodowej, w latach 1995–1999 sprawował mandat posła do Eduskunty. Od kwietnia 1997 do stycznia 1999 zajmował stanowisko ministra transportu w rządzie Paava Lipponena. Był też prezesem zrzeszenia fińskich portów.